# Molophilus sackenianus
Molophilus sackenianus là một loài ruồi trong họ Limoniidae. Chúng phân bố ở miền Tân bắc.